# 源頼兼
源 頼兼（みなもと の よりかね）は、平安時代末期から鎌倉時代初期にかけての武将・御家人。源頼政の次男。父に続き大内守護を務める。

## 生涯
安元2年（1176年）6月に大番役をしていた郎従が窃盗事件を起こし京中で騒ぎとなるが、『玉葉』に見えているこの記事の中で頼兼は九条院の非蔵人を務め五位となっていたことが確認でき、また頼兼の「党等類」が「美乃源氏頼光末葉」と称されていたことが記されている（同書同年6月29日条）。治承4年（1180年）5月の以仁王の挙兵における動向は詳らかでなく、寿永2年（1183年）7月の木曾義仲入京後に行われた源氏諸将を中心とする京中守護軍の編成において「源三位入道子息」として大内裏の警護を命ぜられる（『吉記』）。
以後大内守護の任を継続しながら在京御家人として度々京と鎌倉を往来している。文治元年（1185年）5月には久実なる家人が清涼殿で御剣を盗んだ犯人を捕らえるが、直後、鎌倉に下ってこれを頼朝に話し久実に剣を与えられている。同年6月、平重衡の南都（奈良）引き渡しに際して鎌倉からの護送にあたる。同年10月には件の窃盗犯逮捕の功により従五位上に昇叙（『吾妻鏡』）。
文治2年（1186年）3月には平家没官領の中から返されていた父頼政以来の所領である丹波国五箇庄（現在の京都府南丹市内）を後白河法皇が自領に組み込もうとしているとして頼朝に嘆き申し出ている。これに対して頼朝も後白河に取り次ぐ約束をしている。同4年（1188年）正月、頼朝の三島大社等の参詣に兄弟の広綱と共に随行（『吾妻鏡』）。
建久元年（1190年）6月、大内守護には頼朝の指示により北陸道の御家人が副えられていたが人手が足りぬ旨を頼朝に申し出ている。同5年（1194年）3月、仁寿殿前で大内裏放火未遂犯を捕え梟首した。この報を受けた頼朝は先祖に倣い大内守護として度々勲功を顕す頼兼に感心している。同年12月には宮内大輔藤原重頼と共に鎌倉に下り永福寺薬師堂供養等に随行。また同6年（1195年）3月の頼朝の東大寺参詣にも随行している（『吾妻鏡』）。元久2年（1205年）に石見守となる。